# Aminoácidos tipo micosporina
Los aminoácidos tipo micosporina son pequeños metabolitos secundarios producidos por organismos que viven en ambientes con altos volúmenes de luz solar, generalmente ambientes marinos. El número exacto de compuestos dentro de esta clase de productos naturales aún no se ha determinado, ya que solo se han descubierto relativamente recientemente y se están descubriendo constantemente nuevas especies moleculares; sin embargo, hasta la fecha su número es alrededor de 30. Se describen como "protectores solares microbianos", aunque se cree que su función no se limita a la protección solar.